# Tipula hemiptera
Tipula hemiptera är en tvåvingeart. Tipula hemiptera ingår i släktet Tipula och familjen storharkrankar.

## Underarter
Arten delas in i följande underarter:
- T. h. strobliana
- T. h. hemiptera